# Železniční doprava na Slovensku

Slovenská železniční síť

Železniční doprava na Slovensku funguje od roku 1840. Celková délka železniční sítě je přibližně 2 450 km. K nejvytíženějším úsekům patří trať 120 Bratislava–Žilina, nejvytíženějším nádražím je Bratislava hlavná stanica v hlavním městě Bratislavě.
Vlastníkem a provozovatelem většiny slovenských drah jsou Železnice Slovenskej republiky (ŽSR). Prakticky monopolním provozovatelem osobní dopravy je státní dopravce Železničná spoločnosť Slovensko (ZSSK). V letech 2012–2020 působil na trati 131 Bratislava–Komárno český soukromý dopravce RegioJet, který se po jistou dobu snažil provozovat také linky na dalších tratích (doprava do Košic, Žiliny); přesto i v tomto období zabezpečovala asi 97 % veškeré osobní dopravy ZSSK. K výraznému navýšení objemu osobní železniční přepravy na Slovensku došlo po roce 2014, kdy vláda Roberta Fica zavedla bezplatnou přepravu pro děti, studenty a důchodce (ze všech států Evropské unie včetně Česka). V roce 2018 přepravil státní dopravce přibližně 74 milionů cestujících. Monopolní fungování ZSSK je plánováno i do budoucna.
Významným provozovatelem nákladní železniční dopravy je státní podnik Železničná spoločnosť Cargo Slovakia (ZSSK Cargo). Na slovenské síti, spravované ŽSR, působí vedle ZSSK a ZSSK Cargo ještě dalších 61 dopravců (březen 2021).

## Historie

### Vznik
Železniční doprava na Slovensku je v provozu od 27. září 1840 s koňským pohonem a od 20. srpna 1848 parním pohonem. Tratě byly budovány většinou v soukromém vlastnictví – státní dráhy spíš jen výjimečně, ty provozovaly na území současného Slovenska tehdejší MÁV, kterého nástupcem na Slovensku se v roce 1918 staly Československé státní dráhy (ČSD).

### Po roce 1993
Společnost Železnice Slovenskej republiky (ŽSR) vznikla v roce 1993 jako nástupce společnosti ČSD na Slovensku. Do roku 1996 měly formálně a poté fakticky monopol na železniční dopravu v zemi. Po roce 2002 byla společnost rozdělena: ŽSR byla pověřena správou a údržbou infrastruktury, zatímco provozování osobní a nákladní dopravy bylo vyčleněno do společnosti Železničná spoločnosť (ZSSK). V roce 2005 byla ZSSK znovu rozdělena do společností Železničná spoločnosť Slovensko (ZSSK) provozující osobní dopravu a Železničná spoločnosť Cargo Slovakia (ZSSK Cargo) provozující nákladní dopravu.

## Úzkorozchodné dráhy
Kromě několika úzkorozchodných drah ve správě ŽSR existuje na Slovensku také několik dalších železnic s úzkým rozchodem:
- Čiernohronská železnica (ČHŽ) - úzkokolejná lesní dráha o rozchodu 760 mm vlastněná obcemi, kterými prochází (Mikroregion Čierny Hron)
- Kysucko-oravská lesní železnice (KOLŽ, OKLŽ nebo HLÚŽ) - úzkokolejná železnice ve Vychylovce o rozchodu 760 mm vlastněná Kysuckým muzeem v Čadci
- Nitrianska poľnohospodárska železnica (NPŽ) - úzkokolejná železnice (760 mm) ve vlastnictví Poľnohospodárského muzea v Nitře

## Širokorozchodná železnice
- Čop – Čierna nad Tisou – Dobrá pri Čiernej nad Tisou
- Užhorod – Maťovce – Haniska pri Košiciach